# Spetsvärme
Spetsvärme är inom uppvärmning en effektreserv då det primära energikällan i byggnaden inte kan täcka det momentana effektbehovet, som vid kallt väder.
Spetsvärmen kombineras med en basvärmekälla med billig energi  men med en hög investering per levererad effekt. 
I småhus är det vanligt att en värmepump står för basvärmen och att en elpanna står för spetsvärmen. Även oljeeldning och vedeldning är vanliga källor till spetsvärme. 
I större fastigheter med värmepumpar som basvärme är det vanligt att fjärrvärme, elpannor och oljepannor används som spetsvärme. 
I fjärrvärmenät är basvärmen ofta billiga men något svårhanterliga bränslen som sopor eller träflis. Även värmepumpar förekommer. Spetsvärmen är då ofta olja, kol eller mer lätthanterliga men dyrare träbränslen som träpellets. 

## Systemeffekter
El som spetsvärme kritiseras ofta då det belastar elnätet hårt under tider då elbehovet är som störst. Till följd av det höga elbehovet behövs mer kraftproduktion vilket får den omedelbara effekten att fossileldade kraftverk som normalt används sist behöver öka sin produktion i motsvarande grad. Detta fenomen går under benämningen marginalel.